# Penny Halliwell
Pour les articles homonymes, voir Halliwell.
 (août 2022).
Si vous disposez d'ouvrages ou d'articles de référence ou si vous connaissez des sites web de qualité traitant du thème abordé ici, merci de compléter l'article en donnant les références utiles à sa vérifiabilité et en les liant à la section « Notes et références ».
 (août 2022).
La mise en forme du texte ne suit pas les recommandations de Wikipédia : il faut le « wikifier ».
Les points d'amélioration suivants sont les cas les plus fréquents. Le détail des points à revoir est peut-être précisé sur la page de discussion.
- Les titres sont pré-formatés par le logiciel. Ils ne sont ni en capitales, ni en gras.
- Le texte ne doit pas être écrit en capitales (les noms de famille non plus), ni en gras, ni en italique, ni en « petit »…
- Le gras n'est utilisé que pour surligner le titre de l'article dans l'introduction, une seule fois.
- L'italique est rarement utilisé : mots en langue étrangère, titres d'œuvres, noms de bateaux, etc.
- Les citations ne sont pas en italique mais en corps de texte normal. Elles sont entourées par des guillemets français : « et ».
- Les listes à puces sont à éviter, des paragraphes rédigés étant largement préférés. Les tableaux sont à réserver à la présentation de données structurées (résultats, etc.).
- Les appels de note de bas de page (petits chiffres en exposant, introduits par l'outil «  Source ») sont à placer entre la fin de phrase et le point final[comme ça].
- Les liens internes (vers d'autres articles de Wikipédia) sont à choisir avec parcimonie. Créez des liens vers des articles approfondissant le sujet. Les termes génériques sans rapport avec le sujet sont à éviter, ainsi que les répétitions de liens vers un même terme.
- Les liens externes sont à placer uniquement dans une section « Liens externes », à la fin de l'article. Ces liens sont à choisir avec parcimonie suivant les règles définies. Si un lien sert de source à l'article, son insertion dans le texte est à faire par les notes de bas de page.
- La présentation des références doit suivre les conventions bibliographiques. Il est recommandé d'utiliser les modèles {{Ouvrage}}, {{Chapitre}}, {{Article}}, {{Lien web}} et/ou {{Bibliographie}}. Le mode d'édition visuel peut mettre en forme automatiquement les références.
- Insérer une infobox (cadre d'informations à droite) n'est pas obligatoire pour parachever la mise en page.

Pour une aide détaillée, merci de consulter Aide:Wikification.
Si vous pensez que ces points ont été résolus, vous pouvez retirer ce bandeau et améliorer la mise en forme d'un autre article.
Penelope Halliwell (née Johnson), plus communément appelée Penny Halliwell, est un personnage de fiction appartenant à la série télévisée Charmed. Elle est interprétée par Jennifer Rhodes.

## Histoire du personnage
Penelope Halliwell (née Johnson) est née le 23 juin 1930 à Boston (Massachusetts), dans une chambre d'hôtel, de Priscilla Baxter et de Gordon Johnson. Elle est décédée à l'âge de 67 ans le 5 mars 1998, dans le manoir familial, en tombant dans l'escalier des suites d'un arrêt cardiaque. Elle a un frère nommé Gordon Johnson Jr.  
Elle est la grand-mère des sœurs Halliwell (Prue, Piper, Phoebe et Paige). De son vivant, elle était une des plus puissantes sorcières de la famille. Comme sa petite-fille Prue, elle possédait le pouvoir de télékinésie qu'elle contrôlait à la perfection, et excellait dans l'utilisation et l'invention de formules magiques.  
Dans sa jeunesse, Penny épousa Allen Halliwel (le père de Patty) qui l’entraîna dans le mouvement hippie : elle y développa une philosophie pacifiste, refusant de tuer les démons et prônant l'amour comme solution aux conflits. Mais le meurtre de son époux par un démon lors d'un meeting de magie au manoir lui fit faire volte-face et elle se transforma en une redoutable tueuse de démons.  
Penny et sa fille, Patty, bridèrent les pouvoirs des trois sœurs lorsque ces dernières étaient petites pour deux raisons :  
1. les protéger du démon Nicholas, un démon immunisé contre les Charmed Ones (Saison 1, épisode 17 : Le pacte)
2. leur permettre de vivre une enfance/une adolescence tranquilles et non dérangé constamment par les démons (Saison 4, épisode 12 : Ma sorcière mal-aimée).

Lorsque sa fille Patty disparut à cause d'un démon, Penny aida Victor à élever les filles. Mais excédé de la voir combattre la multitude de démons pour protéger ses trois filles, Victor se disputa avec Penny à cause de la magie et la sorcière chassa Victor de la maison et éleva seule ses trois petites-filles.  
Après s'être rendu compte des tensions qui régnaient entre les trois sœurs, Penny prit la décision d'annihiler complètement leurs pouvoirs personnels et le Pouvoir des 3 avec une potion et ce, contre l'avis de Patty (sous la forme d'un fantôme avec laquelle Penny eut une discussion). Voulant faire boire la potion à ses petites-filles, Penny descendit les escaliers du grenier, eut un malaise dû à sa maladie cardiaque et tomba dans les marches avant de mourir : on peut penser que c'est un fait exprès dû à l'Ange du Destin pour l'empêcher de mettre son plan à exécution et permettre aux « Charmed Ones » d'accomplir leurs destinée. C'est à ce moment-là que les pouvoirs des filles se débrident. Il faudra attendre que Phoebe lise la formule du Livre des ombres six mois après la mort de Penny pour que les trois sœurs retrouvent leurs pouvoirs.
Penny sera très régulièrement invoquée par ses petites filles dans diverses situations, les conseillant dans leurs batailles contre les démons ou pour des raisons plus personnelles (quand Paige ne savait plus quoi faire de sa vie par exemple). Au début elle ne faisait que « faire tourner » les pages du livre des ombres pour mettre ses petites filles sur la voie, mais au fur et à mesure que les sorcières devenaient plus puissantes, elles purent invoquer son esprit et par la suite la faire venir physiquement dans le monde des vivants.